# قراتشاي - تشيركيسيا
قراتشاي - تشركيسيا (بالروسية: Карача́ево-Черке́сия) هي جمهورية ذات استقلال ذاتي في الاتحاد الروسي، في شمال غرب القوقاز، تحدها قبردينو - بلقاريا من الغرب وجورجيا من الجنوب، وإقليم ستافروبول من الشمال وتبلغ مساحتها 14,100 كيلو متر، وسكانها 370,000 نسمة وعاصمة البلاد تشيركيسك وسكانها 92,000 نسمة. وأرضها جبلية في جملتها، وتنحدر نحو الشمال، ومناخها من قوقازي بارد في الشتاء ومعتدل في الصيف، وأمطارها وفيرة وتسقط في الصيف، والرعي أهم حرفة لديهم. وتشكل الزراعة قطاعا لابأس به من نشاطهم الاقتصادى، ورغم أن اسمهم أطلق على الولاية وعلى عاصمتها، إلا أن الشركس الأديغة لا يمثلون إلاحصة ضئيلة من سكانها (47) ألفاً ذلك أن الشركس مروا بظروف قاسية من الاضطهاد شتت شملهم.

## جغرافيا
- المساحة: 14,100 كم2.
- الحدود:

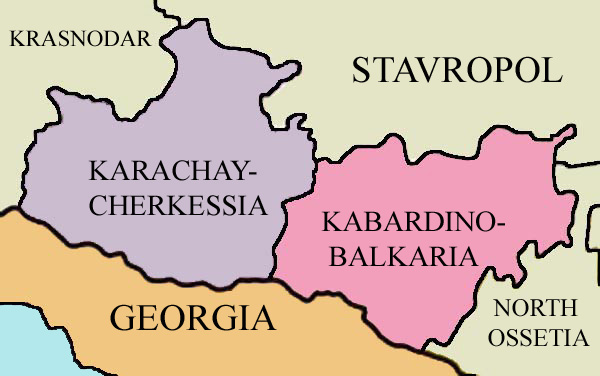
الخريطة السياسية لقراتشاي - تشركيسيا

  - محلياً: كراسنودار كراي (ش/ش ق/ق) قبردينو - بلقاريا (E/SE) ستافروبول كراي (W/NW).
  - دولياً: جورجيا (S/SW) (including أبخازيا).

## تاريخ
وصلتهم موجة الإسلام في القرن الثاني الهجري أثناء فـتـح العرب لأرمينيا وبرد الخزر وحكم التتر والفرس والأتراك العثمانيون واستولى قياصرة روسيا عليها وأمام قسوة الحكم القيصري والحروب الطويلة بينهم هاجر الشركس من موطنهم تحت ضغوط قوية ونقلوا إلى مناطق أخرى كتركيا والأردن وسوريا ومصر و ليبيا .

## مدن وقرى قراتشاي - تشركيسيا
- تشيركيسك
- قراتشايفسك
- تبردا